# Дидинский тоннель
Дидинский тоннель — расположенный в районе железнодорожного перегона Дидино, названного в честь посёлка Дидино, в муниципальном округе Первоуральск Свердловской области.
Координаты: 56°49′05″ с. ш. 59°42′56″ в. д..
Строительство тоннеля было закончено в 1918 году. Эксплуатировался 77 лет и в 1995 году был закрыт из-за того, что начал постепенно разрушаться из-за грунтовых вод. Во время гражданской войны имел стратегическое значение — через него проходили эшелоны Колчака, отступавшие в Сибирь.

## Нынешнее время
На данный момент тоннель является точкой притяжения для многих людей. Туда едут жаждущие приключений и необычного. В выходные дни можно встретить довольно много посетителей.
В августе 2022 арт-группа «ПСЛЧ» создала в Дидинском тоннеле работу «Притча». На западном портале была размещена надпись «Всё проходит», по центру тоннеля «И это пройдет», а на восточной стороне — «Ничего не проходит». Работа сделана по мотивам притчи о кольце царя Соломона и является метафорой пути по тоннелю.